# Bogusław Mierzwa
Bogusław Leon Mierzwa (ur. 14 marca 1918 w Warszawie, zm. 16 kwietnia 1941 w Dungeness) – porucznik pilot Polskich Sił Powietrznych w Wielkiej Brytanii. Uczestnik wojny obronnej Polski, kampanii francuskiej i Bitwy o Anglię.

## Życiorys
Był synem Władysława. W 1937 zdał maturę w warszawskim gimnazjum i wstąpił do Szkoły Podchorążych Lotnictwa w Dęblinie, którą ukończył w 1939 (XII promocja, 145 lokata). Pierwszy przydział otrzymał do 114 Eskadry Myśliwskiej. Brał udział w walkach podczas kampanii wrześniowej. 1 września wspólnie z ppor. pil. Tadeuszem Sawiczem zestrzelił Me 109D, tego samego dnia wspólnie z por. pil. Aleksandrem Gabszewiczem, kpr. pil. Andrzejem Niewiarą, ppor. pil. Jerzym Czerniakiem i kpr. pil. Stanisławem Widlarzem zestrzelił He 111. 6 września wspólnie z kpt. pil. Juliuszem Freyem i ppor. pil. Tadeuszem Szumowskim zgłosił zestrzelenie Me 110. Komisja Bajana za okres wrześniowych walk uznała mu oficjalnie 2/3 zestrzelenia. Za udział w wojnie obronnej został odznaczony Krzyżem Walecznych. Po zakończeniu działań przez Rumunię przedostał się do Francji, gdzie brał udział w walkach w składzie Klucza Frontowego Nr 10 (Ga) walczącego w składzie Groupe de Chasse III/10.
Po upadku Francji ewakuował się do Wielkiej Brytanii, gdzie otrzymał numer służbowy RAF P1389. 21 sierpnia 1940 r. został przydzielony do dywizjonu 303. Podczas bitwy o Anglię odbył 4 loty bojowe i 3 walki powietrzne - bez sukcesów. We wrześniu został skierowany na szkolenie do 5 Operational Training Unit, po którym powrócił do 303 dywizjonu.
1 marca 1941 awansował na porucznika. 16 kwietnia 1941 pilotując Spitfire (nr ser. P7819, znaki RF-S) wziął udział w operacji Circus 8. Podczas powrotu znad celu został zestrzelony i spadł w pobliżu latarni w Dungeness. Pochowany na cmentarzu Northwood w Londynie.

## Odznaczenia
- Krzyż Walecznych – dwukrotnie (1 lutego 1941 za kampanię wrześniową, 31 października 1941 pośmiertnie),
- Medal Lotniczy,
- Polowa Odznaka Pilota.

## Zwycięstwa powietrzne
Na liście Bajana został sklasyfikowany na 343. pozycji. Zaliczono mu zniszczenie 2/3 samolotu nieprzyjaciela zestrzelonego na pewno i 1 uszkodzonego.
zestrzelenia pewne:
- 1/3 He 111 - 1 września 1939
- 1/3 Me 110 - 6 września 1939